# Last-Minute-Rescue
Last-Minute-Rescue (englisch für: Rettung in letzter Minute), seltener auch: Last-Second-Rescue (englisch für: Rettung in letzter Sekunde) ist ein dramaturgisches Konzept im Film, gemäß dem ein Spannungsbogen auf seinem Höhepunkt durch ein erlösendes und rettendes Ereignis aufgelöst wird.
David Wark Griffith setzte dieses Konzept erstmals ein, als er in seinen Filmen Anfang des 20. Jahrhunderts als einer der ersten Filmregisseure die Parallelmontage als spannungsführendes dramaturgisches Element verwendete. In seinem Film The Lonely Villa (1909) schützt sich etwa eine junge Frau mit ihren Kindern vor Einbrechern, indem sie sich in ihrem Schlafzimmer verbarrikadiert. Ihr Ehemann kann die Familie in letzter Minute retten, als die Einbrecher gerade die Tür aufbrechen. 
Griffith schneidet in immer schneller werdendem Rhythmus zwischen den Handlungsorten hin und her, bis schließlich durch die Rettung die Spannung entladen wird.